# Santissima Annunziata
Basilica della Santissima Annunziata (česky Bazilika Nejsvětějšího Zvěstování) je menší bazilika ve Florencii. Nachází se na Piazza della Santissima Annunziata, v severní části městského centra.

## Historie budovy
Bazilika byla založena roku 1250 jako mateřský kostel řádu servitů, který vznikl roku 1233. V letech 1444 až 1481 přestavován, a to hlavně Michelozzem, kterého tímto pověřil Cosimo Starší. Roku 1601 byla dokončena lodžie navržená Giovannim Caccinem. Financoval ji rod Pucci.

## Interiér

### Chiostro dei Voti

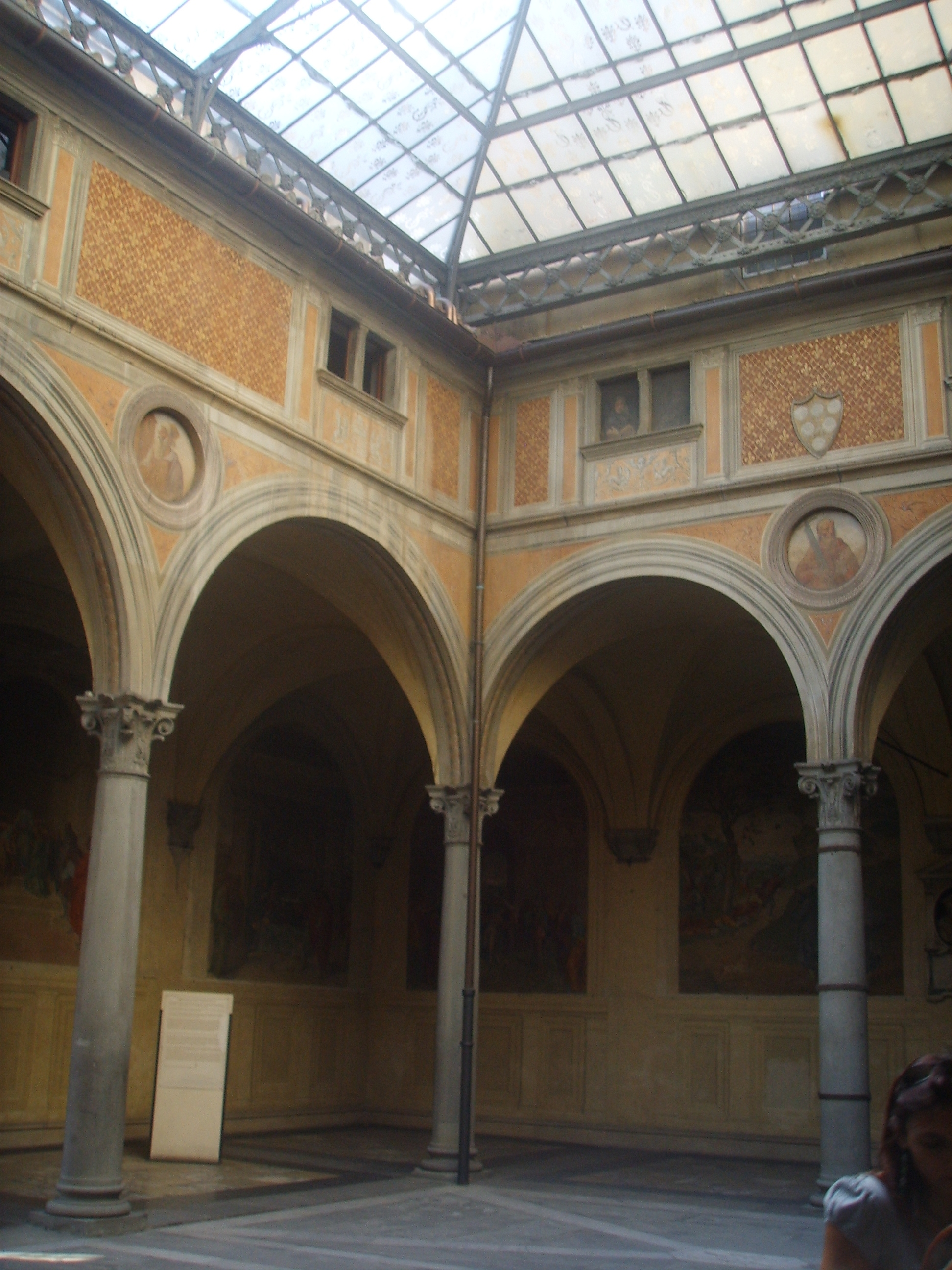
Chiostro dei Voti

Toto atrium bylo vybudováno pro dary věřících kostelu. Vyzdobeno je freskami z 15. a 16. století:
- Alessio Baldovinetti – Narození Krista, 1460
- Cosimo Rosselli – Povolání sv. Filipa Beniziho, 1476
- Andrea del Sarto – Filip Benizi napomíná posměváčky, 1510
- Andrea del Sarto – Sv. Filip Benizi obléká malomocného, 1510
- Andrea del Sarto – Léčení dítěte sv. Filipem Benizim, 1510
- Rosso Fiorentino – Vyvolení požehnané Panny, 1517
- Jacopo Pontormo – Navštívení, 1515
- Franciabigio – Svatba Panny, 1513
- Andrea del Sarto – Porod Panny, 1514
- Andrea del Sarto – Klanění králů, 1511

### Hlavní loď
Interiér lodi je barokní, stropní fresky dokončil roku 1669 Pietro Giambelli. Kůr začal stavět roku 1451 Michelozzo a dokončil jej Leon Battista Alberti. V první kapli nalevo od vchodu se nachází obraz Zvěstování; ve druhé dílo Adrei del Castagna Kristus a sv. Julián, 1455; ve třetí Sv. Jerome, Pavla a Eustachie uctívají Svatou trojici téhož autora. Ve čtvrté kapli napravo od vchodu najdeme hrobku Orlanda de Medici. Kolem oltáře je devět kaplí; v jedné z nich je umístěno dílo Agnola Bronzina Zmrtvýchvstání Krista, 1550.

### Chiostro dei Morti
Název je odvozen od pohřebiště, které zde bylo původně. Nad vchodem dílo Andrei del Sarta Madonna del Sacco. Kaple svatého Lukáše patří Accademii delle Arte del Disegno a je zde pohřben například Benvenuto Cellini.